# ユナイテッド・アーティスツ・レコード
ユナイテッド・アーティスツ・レコード（United Artists Records）は、1919年にユナイテッド・アーティスツが設立された後に、1957年、映画のサウンドトラックを配給するために設立されたアメリカのレコードレーベル。
1963年、傘下にアスコット・レーベル（Ascot Records）を設け、イギリスなど海外アーティストの取り扱いを開始マンフレッド・マンなどを発売した。
1969年にリバティ・レコードを買収したことを機に同社と契約していたニッティー・グリッティー・ダート・バンドやザ・ベンチャーズを扱うようになり、アスコット・レーベルを休止してユナイテッド・アーティスツの名称で国内外のポップス配給に進出。
1970年代にはケニー・ロジャースをヒットさせた他、イギリスのジェット・レコード（エレクトリック・ライト・オーケストラ、ストラングラーズ）の米国配給権を獲得した。
- 1969年 リバティ・レコード（傘下にインペリアル・レコードがある）を合併する。
- 1979年 英EMIに買収される。
- 現在はキャピトル・レコードが音源を保有している。